# Guerre entre les dynasties Ming et Hồ
La Guerre entre les dynasties Ming et Hồ est une campagne militaire organisée par l'empereur Yongle de la dynastie Ming pour envahir le Đại Việt dirigé par la dynastie Hồ. La campagne commence comme une intervention des Ming en faveur d'une faction rivale des Hồ, mais se termine par l'incorporation du Vietnam au territoire Chinois, qui redevient la province de Jiaozhi.
Quelques années plus tôt, Hồ Quý Ly s'était emparé par la force du pouvoir aux dépens de la dynastie Trần, ce qui avait finalement conduit à l'intervention du gouvernement Ming pour rétablir les Trần sur le trône. Cependant, les troupes de Hồ ont attaqué un convoi Ming escortant un prétendant Trần, qui a été tué pendant les combats. Après cette agression, l'empereur Ming Yongle donne l'ordre aux marquis Zhang Fu et Mu Sheng de préparer et commander les troupes nécessaires pour envahir le Đại Ngu. La guerre dure de 1406 à 1407 et s'achéve par la conquête du Đại Ngu par les Ming, ainsi que la capture des membres de la dynastie Hồ.

## Situation avant le conflit
L'ancienne dynastie dirigeante du Đại Việt, les Trần, était des vassaux des Ming. La situation change en 1400, lorsque Hồ Quý Ly dépose l'empereur et massacre le clan impérial Tran avant d'usurper le trône et de fonder la dynastie Hồ. Après avoir pris le pouvoir, Hồ renomme le pays de Dai Viet en Dai Ngu. En 1402, il abdique en faveur de son fils, Hồ Hán Thương (胡漢蒼). Finalement, en mai 1403, il demande l'investiture de son fils au gouvernement Ming, au motif que la lignée Trần est éteinte et que son fils est un neveu impérial. Ignorant tout du coup d'état et du massacre qui c'est est suivi, la Cour Impériale Ming prend acte et reconnaît officiellement Hồ Hán Thương comme étant le nouvel empereur. En octobre 1404, Trần Thiêm Bình (陳添平) arrive à la cour impériale Ming à Nanjing, prétendant être un prince de la dynastie Trần. Il informe la cour des événements qui ont eu lieu au Đại Việt/Đại Ngu et fait appel aux Ming pour récupérer son trône. Aucune action n'est entreprise par la Cour avant 1405, date à laquelle son histoire est confirmée par un envoyé du Đại Việt/Đại Ngu.
Par la suite, l'empereur Ming Yongle publie un édit réprimandant l'usurpateur et exigeant la restauration sur le trône de la dynastie Trần,. Hồ Quý Ly a des doutes sur la véracité des prétentions au trône de Trần Thiêm Bình; mais malgré cela, il reconnaît ses crimes et accepte de le recevoir comme monarque légitime,. C'est ainsi, que celui qui est, en théorie, le nouveau souverain du Dai Viet, repart vers son royaume escorté par un envoyé des Ming, dans un convoi militaire. Le 4 avril 1406, alors que le groupe traverse la frontière pour entrer dans la province de Lạng Sơn, des soldats de la dynastie Hồ les prennent en embuscade et tuent le prince Trần,. Comme Hồ Quý Ly s'attend a des représailles de la part de l'empereur Yongle, il prépare ses troupes à repousser l'invasion imminente des Ming. Il se lance également dans une politique étrangère hostile envers son voisin du nord, qui consiste à harceler la frontière Sud de l'empire Ming.

## Déroulement des combats

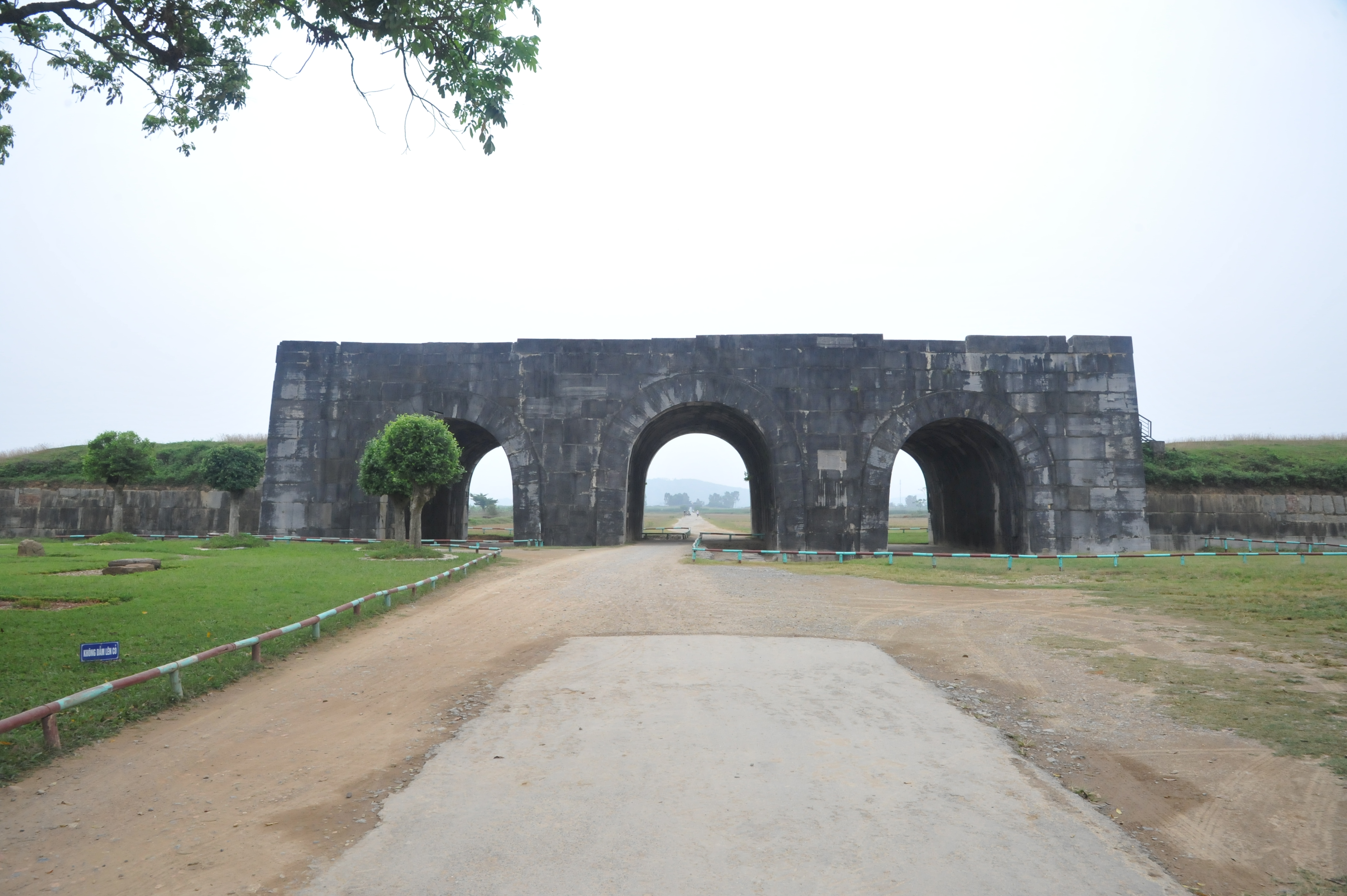
Les vestiges d'une porte à Tay Do, la Citadelle de la dynastie Hô

Le 11 mai (selon Chan 1990), ou au mois de juillet (selon Tsai 2001) 1406, l'empereur Yongle confie au duc Zhu Neng (朱能), le duc de Cheng, la tâche d'organiser une invasion du Đại Việt. Pour mener à bien cette mission, il a sous ses ordres les marquis Zhang Fu (張輔) et Mu Sheng (沐晟), qui sont ses deux commandants en second en chef,. Chen Qia (陳洽) reçoit la tache de superviser les approvisionnements, tandis que Huang Fu (黃福) s'occupe des affaires politiques et administratives. La veille du départ, l'empereur Yongle donne un banquet à l'arsenal naval de Longjiang, qui se situe sur le fleuve Qinhuai, à Nanjing.
Pendant toute la campagne militaire, Huang Fu tient un journal dans lequel il relate tous les événements . Seize jours avant que l'empereur Yongle ne donne le banquet à Longjiang, Huang Fu quitte Nanjing et passe une nuit à Longjiang, avant de naviguer vers l'ouest sur le fleuve Yangzi Jiang. Après huit jours, il atteint le lac Poyang , et après une semaine supplémentaire, il arrive au lac Dongting. Ensuite, il navigue vers le sud sur la rivière Xiang, traverse Xiangtan et Guilin, avant d'arriver à Nanning au Guangxi. Trois mois se sont écoulés depuis son départ de Nanjing, lorsque Huang arrive à Longzhou dans le Guangxi, où il rejoint le gros des troupes Ming. Zhu Neng et Zhang Fu traversent la frontière depuis le Guangxi, tandis que Mu Sheng envahit le delta de la rivière Rouge depuis le Yunnan. Cependant, Zhu Neng meurt de maladie à Longzhou, à l'âge de 36 ans. À la suite de ce décès, c'est Zhang Fu qui prend le commandement de l'armée Ming stationnée dans cette ville,. Dès lors, l'expédition militaire est commandée par Zhang Fu et Mu Sheng.
Au cours de l'hiver 1406, les armées Ming commencent l'invasion des terres de la dynastie Hồ. Zhang Fu et Mu Sheng partent respectivement du Guangxi et du Yunnan, pour prendre en tenaille le territoire ennemi. Les historiens modernes estiment que 135 000 soldats partent du Guangxi et 80 000 du Yunnan. Le 19 novembre 1406, les troupes chinoises s'emparent des deux capitales, et d'autres villes importantes du delta du fleuve Rouge. À la date du 24 novembre 1406, les troupes de Zhang Fu se sont déjà emparées de Can Tram et plusieurs autres forteresses. Les forces de Mu Sheng, qui arrivent depuis le Yunnan, se regroupent et rejoignent l'armée de Zhang Fu à Đa Bang. Le siège de la ville est bref, et à la fin de 1406, Da Bang et Dong Kinh sont conquis par le Ming. Début 1407, Hồ Quý Ly et son fils aîné Hồ Nguyên Trừng lancent une attaque pour tenter de repousser l'armée de Dong Kinh, mais leurs troupes sont vaincues par les Ming et ils sont obligés de se replier sur Tay Do.
Après cette défaite des Hồ, d'éminentes familles de la plaine de la rivière Rouge, dirigées par Mac Thuy et ses frères, font allégeance aux Ming. Fin janvier 1407, les armées Ming ont pris le contrôle du delta de la rivière Rouge, grâce à leurs connaissances de la guerre de siège et de la guerre maritime.
Début mai 1407, Hồ Quý Ly est contraint de fuir vers le sud, car il a perdu le soutien de son peuple et est poursuivi par les soldats Ming. Peu de temps après, les armées chinoises l'expulsent de Thanh Hóa. Acculé, Hồ Quý Ly détruit son palais de Tay Do et s'enfuit vers le sud par mer. Malgré cela, le fondateur de la dynastie Hồ et son fils Hồ Hán Thương sont capturés par les Ming le 16 juin 1407. Les autres membres de sa famille sont capturés les 16 et 17 juillet de la même année, dans la région correspondant à l'actuelle province de Hà Tĩnh. Ils sont mis en cage et amenés comme prisonniers à l'empereur Yongle à Nanjing.
Selon l'entrée du 2 décembre 1407 du Ming Shilu, l'empereur Yongle donne l'ordre au marquis Zhang Fu de ne pas nuire aux innocents vietnamiens et d'épargner les membres de la famille des rebelles, comme les jeunes hommes s'ils ne sont pas eux-mêmes impliqués dans la rébellion. L'entrée du 26 juillet 1406 du Ming Shilu rapporte que le juge Dao Djihan s'est engagé, en tant qu'observateur du peuple de Ningyuan, à envoyer 4 000 soldats natifs de la sous-préfecture de Ningyuan pour escorter les prisonniers, et que cette demande a été approuvée. Selon l'entrée du 8 août 1406 du Ming Shilu, un ordre impérial donne comme instruction aux troupes Ming de libérer les prisonniers capturés par des bandits Li après que l'armée eut maîtrisé la région. Enfin, l'entrée du 15 août 1406 rapporte un ordre impérial stipulant que les registres vietnamiens, comme les répertoires géographiques, cartes et registres, doivent être sauvés et conservés par l'armée chinoise.

## Conséquences
Le 5 octobre 1407, les prisonniers sont accusés de haute trahison par la cour impériale Ming. L'empereur Yongle leur demande s'ils ont tué l'ancien roi et s'ils ont usurpé le trône de la famille royale Trần, mais il ne reçoit aucune réponse en retour. En fin de compte, la plupart des prisonniers sont envoyés en prison ou exécutés.
Hồ Quý Ly et son fils Hồ Hán Thương sont emprisonnés et il n'existe aucune trace connue concernant leur sort après cette condamnation. Hồ Nguyên Trừng, le fils aîné de Hồ Quý Ly, devient un fabricant d'armes près de Pékin et écrit un livre sur son pays natal, qui est publié en 1438..
En juin 1407, l'empereur Yongle annexe la région conquise, qui redevient la province de Jiaozhi (Giao Chỉ),,. Lü Yi (呂毅) est nommé commissaire militaire , Huang Zhong (黃中) vice-commissaire et Huang Fu (黃福) administrateur provincial et commissaire à la surveillance. La province de Jiaozhi est divisée en 15 Zhou, 41 sous-Zhou et 210 Xian . Les premiers grands signes de mécontentement à l'encontre de la domination chinoise apparaissent lorsque Trần Ngỗi, un ancien officiel Tran, se révolte en septembre 1408 . Bien qu'il soit capturé par Zhang Fu en décembre 1408, Tran Qui Khoang, un neveu de Tran Ngỗi, poursuit la rébellion jusqu'à sa capture par Zhang Fu le 30 mars 1414, mettant officiellement fin à la rébellion. Néanmoins, la région continuera d'être en proie à plusieurs autres soulèvements au cours de la domination chinoise.